# William P. Connery

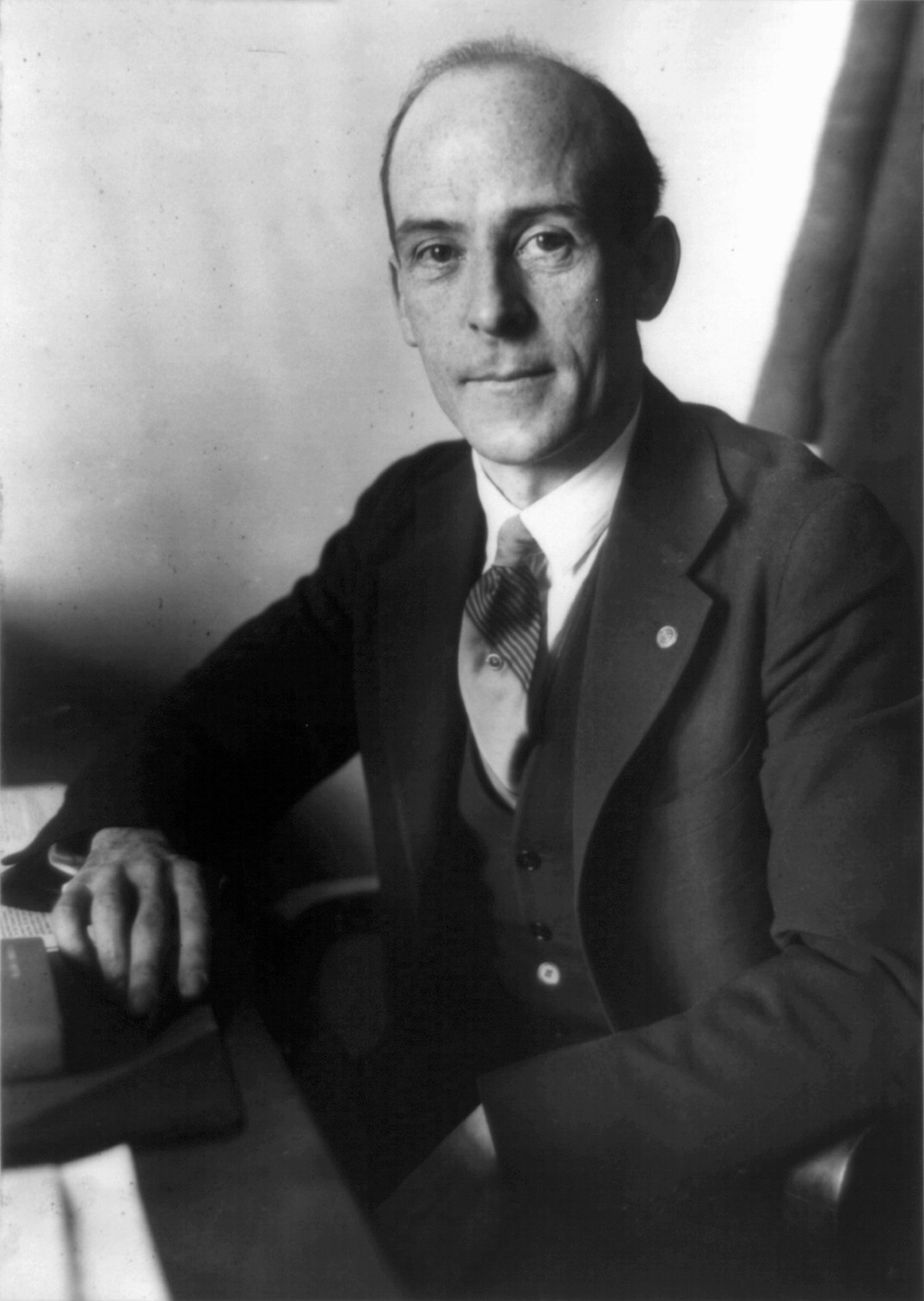
William P. Connery

William Patrick Connery Jr. (* 24. August 1888 in Lynn, Massachusetts; † 15. Juni 1937 in Washington, D.C.) war ein US-amerikanischer Politiker. Zwischen 1923 und 1937 vertrat er den Bundesstaat Massachusetts im US-Repräsentantenhaus.

## Werdegang
William Connery besuchte die St. Mary’s School in Lynn und danach von 1902 bis 1904 das Collège de Montréal im kanadischen Montreal. Zwischen 1904 und 1908 studierte er am College of the Holy Cross in Worcester. Von 1908 bis 1916 war er als Theaterschauspieler tätig. In den Jahren 1916 und 1917 war er auch Theatermanager. Während des Ersten Weltkrieges diente er in der US Army. Dabei war er 19 Monate lang in Frankreich eingesetzt. Von 1919 bis 1921 arbeitete Connery für eine Elektrofirma. In den Jahren 1922 und 1923 war er Sekretär des Bürgermeisters von Lynn. Politisch schloss er sich der Demokratischen Partei an.
Bei den Kongresswahlen des Jahres 1922 wurde Connery im siebten Wahlbezirk von Massachusetts in das US-Repräsentantenhaus in Washington gewählt, wo er am 4. März 1923 die Nachfolge von Robert S. Maloney antrat. Nach sieben Wiederwahlen konnte er bis zu seinem Tod im Kongress verbleiben. Zwischenzeitlich war er Vorsitzender des Committee on Labor. Seit 1933 wurden im Kongress die ersten der New-Deal-Gesetze der Bundesregierung unter Präsident Franklin D. Roosevelt verabschiedet. Im Jahr 1935 wurden erstmals die Bestimmungen des 20. Verfassungszusatzes angewendet, wonach die Legislaturperiode des Kongresses jeweils am 3. Januar endet bzw. beginnt.
Im Jahr 1934 wurde Connery nach einem Jurastudium als Rechtsanwalt zugelassen. Er hat aber nicht viel in diesem Beruf gearbeitet. Nach seinem Tod am 15. Juni 1937 wurde sein 1895 geborener Bruder Lawrence J. Connery als sein Nachfolger in den Kongress gewählt.